# Lindau (Zwitserland)
Lindau is een gemeente en plaats in het Zwitserse kanton Zürich, en maakt deel uit van het district Pfäffikon.
Lindau telt 4676 inwoners.